# Specie di Mormyridae

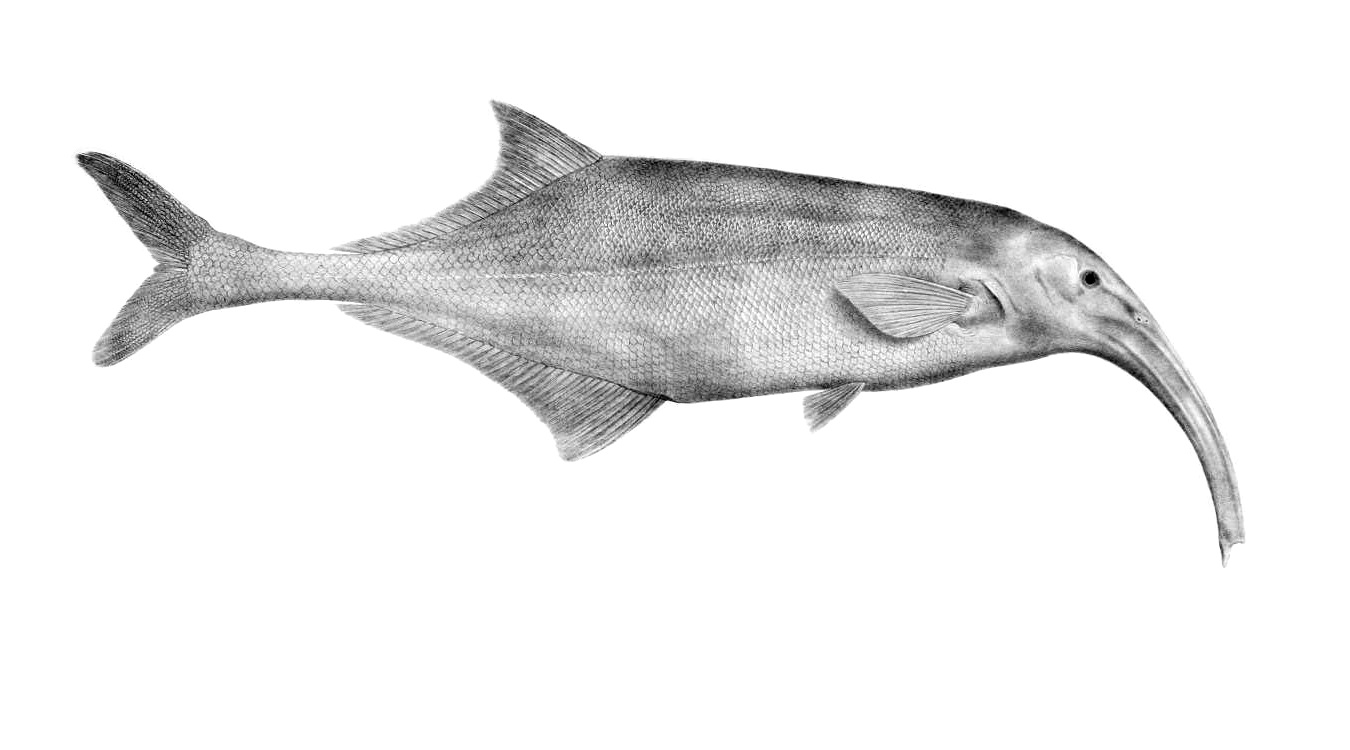
Campylomormyrus curvirostris

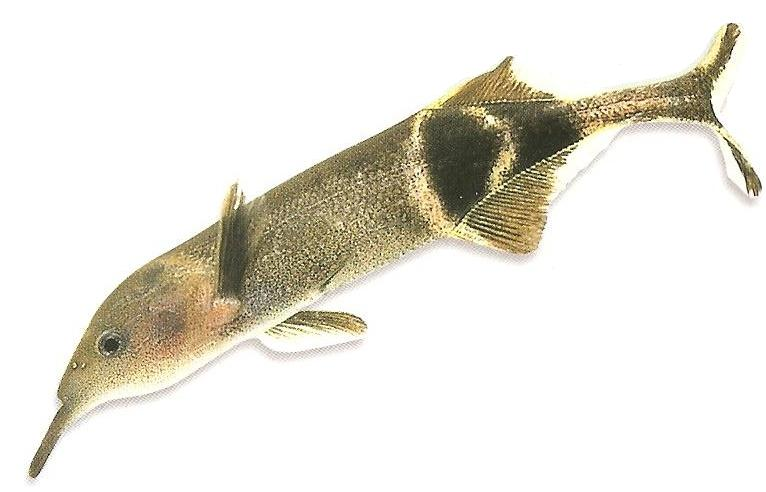
Gnathonemus petersii

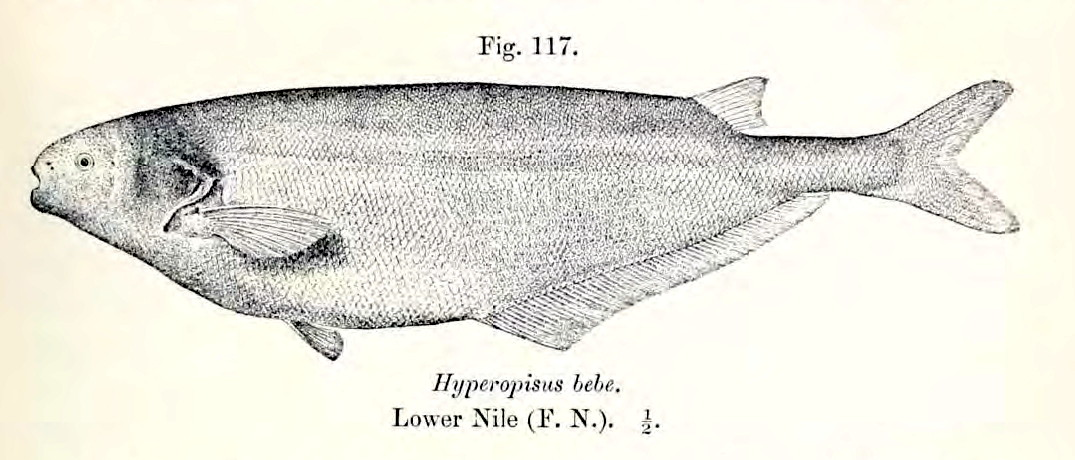
Hyperopisus bebe

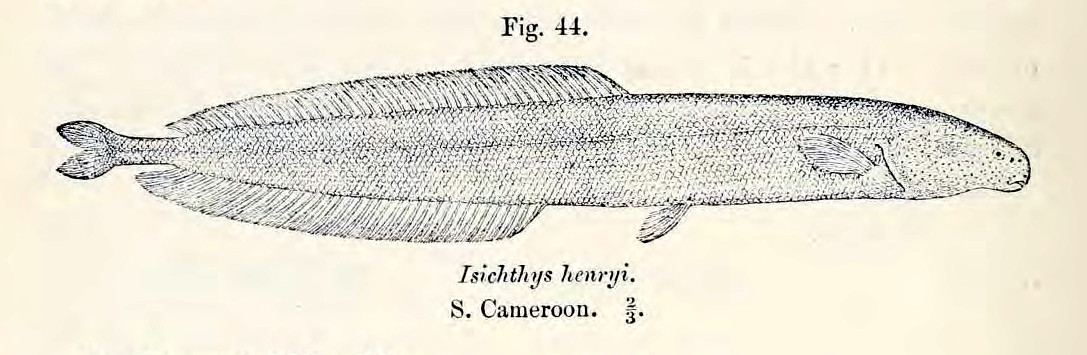
Isichthys henryi

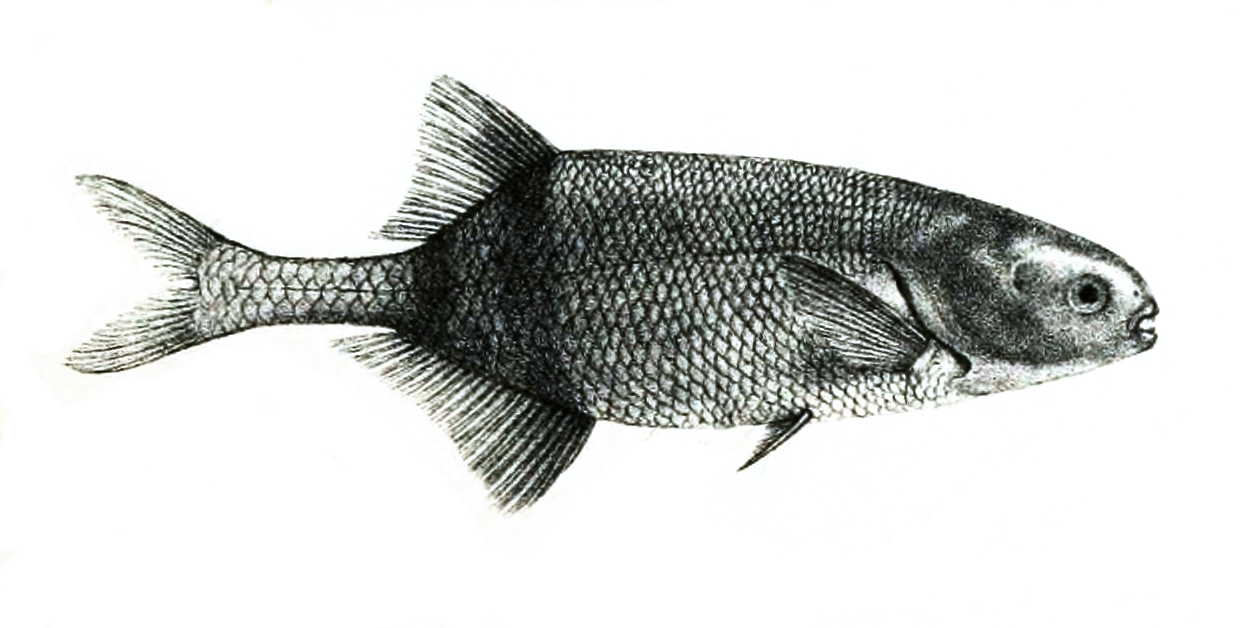
Marcusenius moorii

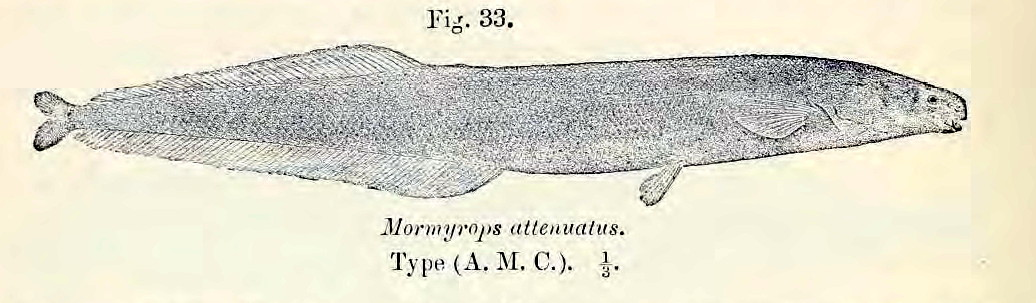
Mormyrops attenuatus

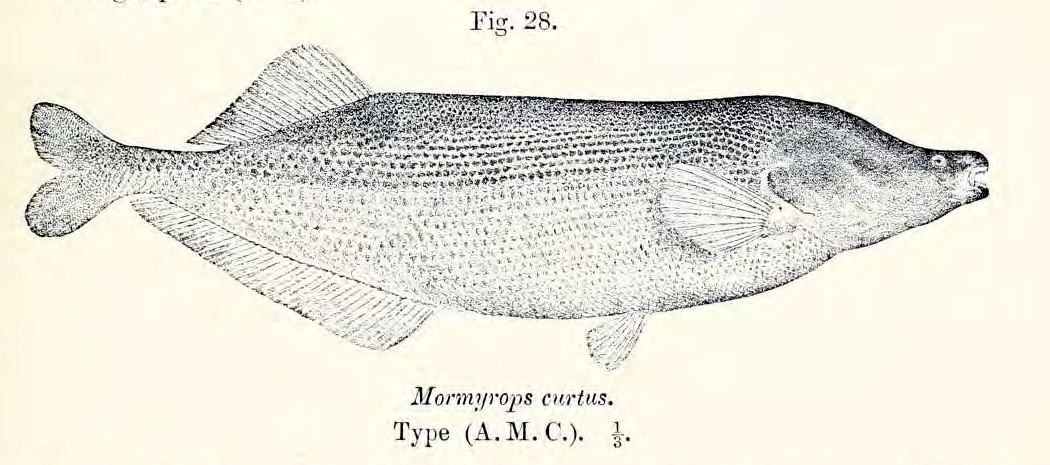
Mormyrops curtus

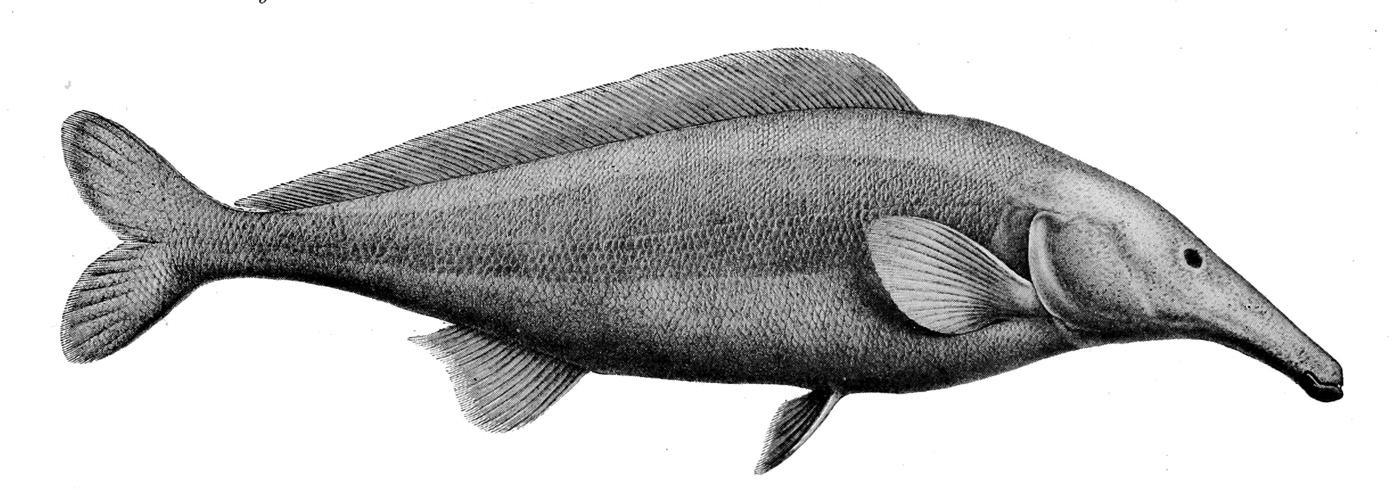
Mormyrus rume proboscirostris

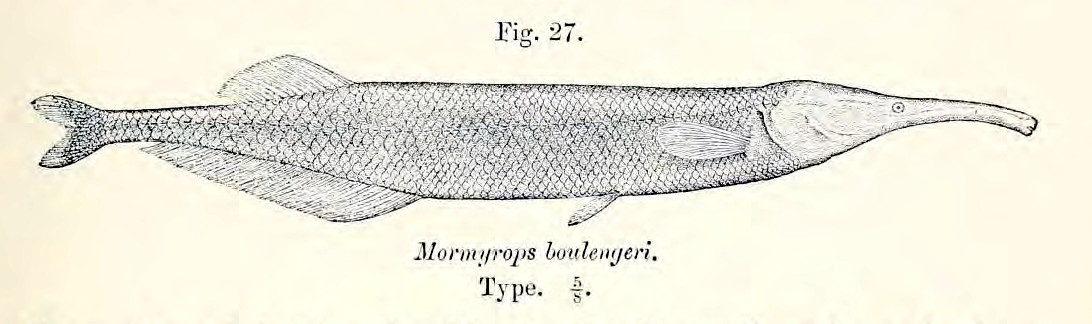
Oxymormyrus boulengeri

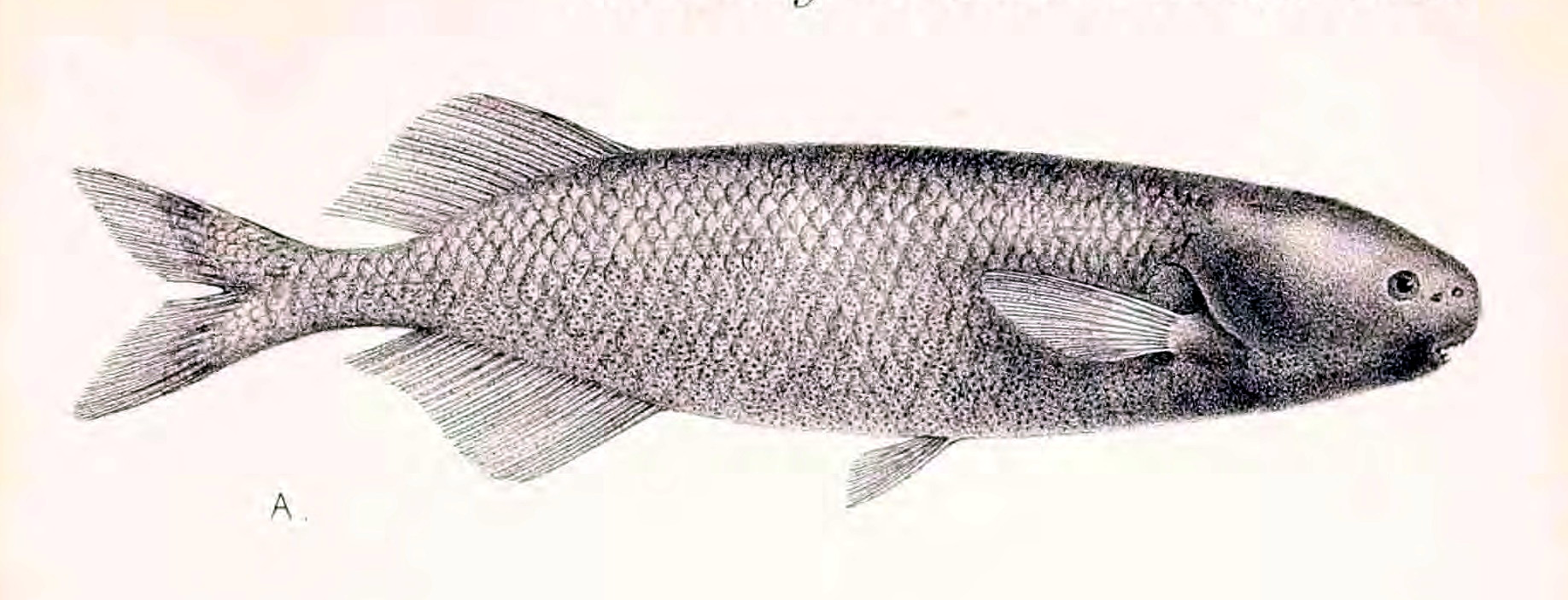
Paramormyrops kingsleyae

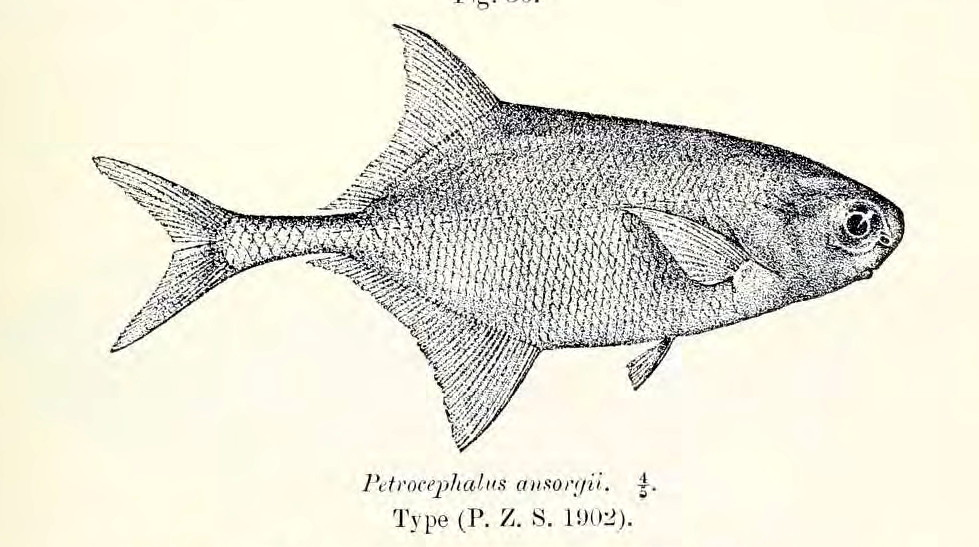
Petrocephalus ansorgii

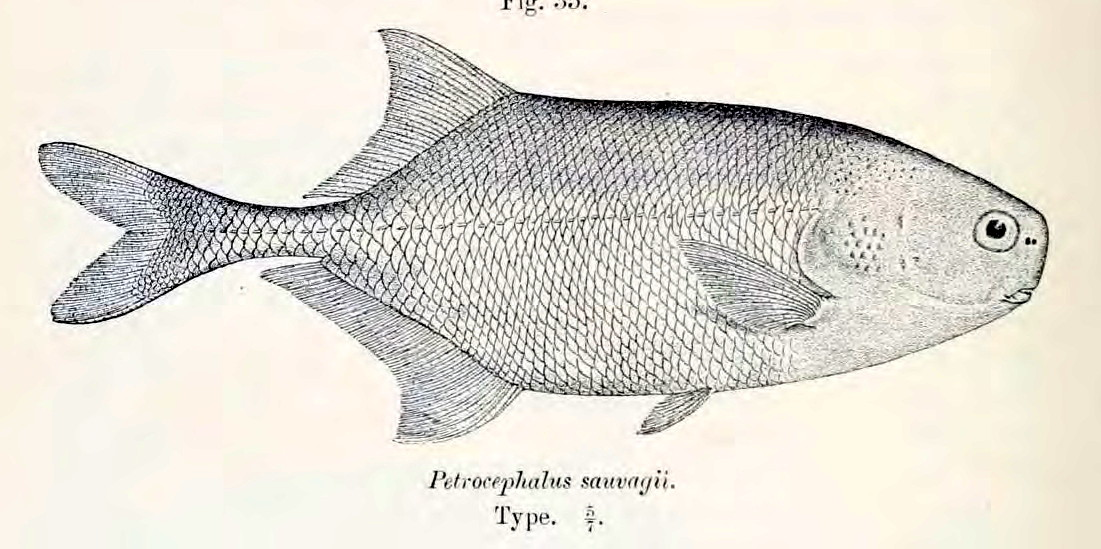
Petrocephalus sauvagii

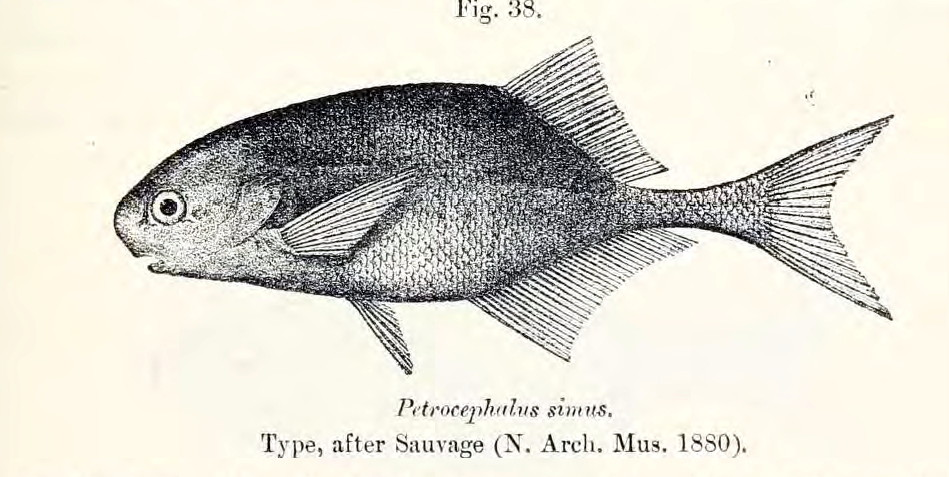
Petrocephalus simus

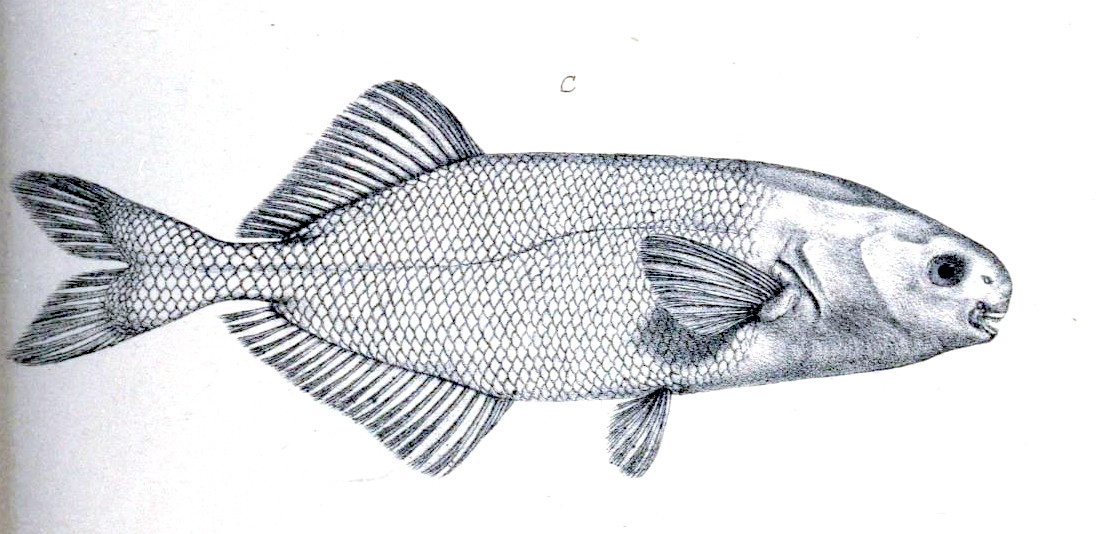
Stomatorhinus walkeri

- Genere Boulengeromyrus
  - Boulengeromyrus knoepffleri
- Genere Brienomyrus
  - Brienomyrus adustus
  - Brienomyrus brachyistius
  - Brienomyrus eburneensis
  - Brienomyrus longianalis
  - Brienomyrus niger
  - Brienomyrus tavernei
- Genere Campylomormyrus
  - Campylomormyrus alces
  - Campylomormyrus bredoi
  - Campylomormyrus cassaicus
  - Campylomormyrus christyi
  - Campylomormyrus curvirostris
  - Campylomormyrus elephas
  - Campylomormyrus luapulaensis
  - Campylomormyrus mirus
  - Campylomormyrus numenius
  - Campylomormyrus orycteropus
  - Campylomormyrus phantasticus
  - Campylomormyrus rhynchophorus
  - Campylomormyrus tamandua
  - Campylomormyrus tshokwe
- Genere Cyphomyrus
  - Cyphomyrus discorhynchus
- Genere Genyomyrus
  - Genyomyrus donnyi
- Genere Gnathonemus
  - Gnathonemus barbatus
  - Gnathonemus echidnorhynchus
  - Gnathonemus longibarbis
  - Gnathonemus petersii
- Genere Heteromormyrus
  - Heteromormyrus pauciradiatus
- Genere Hippopotamyrus
  - Hippopotamyrus aelsbroecki
  - Hippopotamyrus ansorgii
  - Hippopotamyrus castor
  - Hippopotamyrus grahami
  - Hippopotamyrus harringtoni
  - Hippopotamyrus longilateralis
  - Hippopotamyrus macrops
  - Hippopotamyrus macroterops
  - Hippopotamyrus pappenheimi
  - Hippopotamyrus paugyi
  - Hippopotamyrus pictus
  - Hippopotamyrus psittacus
  - Hippopotamyrus retrodorsalis
  - Hippopotamyrus szaboi
  - Hippopotamyrus weeksii
  - Hippopotamyrus wilverthi
- Genere Hyperopisus
  - Hyperopisus bebe
- Genere Isichthys
  - Isichthys henryi
- Genere Ivindomyrus
  - Ivindomyrus opdenboschi
- Genere Marcusenius
  - Marcusenius abadii
  - Marcusenius altisambesi
  - Marcusenius angolensis
  - Marcusenius annamariae
  - Marcusenius bentleyi
  - Marcusenius brucii
  - Marcusenius cuangoanus
  - Marcusenius cyprinoides
  - Marcusenius deboensis
  - Marcusenius devosi
  - Marcusenius dundoensis
  - Marcusenius friteli
  - Marcusenius furcidens
  - Marcusenius fuscus
  - Marcusenius ghesquierei
  - Marcusenius greshoffii
  - Marcusenius intermedius
  - Marcusenius kainjii
  - Marcusenius kutuensis
  - Marcusenius leopoldianus
  - Marcusenius livingstonii
  - Marcusenius macrolepidotus
  - Marcusenius macrophthalmus
  - Marcusenius mento
  - Marcusenius meronai
  - Marcusenius monteiri
  - Marcusenius moorii
  - Marcusenius ntemensis
  - Marcusenius nyasensis
  - Marcusenius pongolensis
  - Marcusenius rheni
  - Marcusenius sanagaensis
  - Marcusenius schilthuisiae
  - Marcusenius senegalensis
  - Marcusenius stanleyanus
  - Marcusenius thomasi
  - Marcusenius ussheri
  - Marcusenius victoriae
- Genere Mormyrops
  - Mormyrops anguilloides
  - Mormyrops attenuatus
  - Mormyrops batesianus
  - Mormyrops breviceps
  - Mormyrops caballus
  - Mormyrops citernii
  - Mormyrops curtus
  - Mormyrops curviceps
  - Mormyrops engystoma
  - Mormyrops furcidens
  - Mormyrops intermedius
  - Mormyrops lineolatus
  - Mormyrops mariae
  - Mormyrops masuianus
  - Mormyrops microstoma
  - Mormyrops nigricans
  - Mormyrops oudoti
  - Mormyrops parvus
  - Mormyrops sirenoides
- Genere Mormyrus
  - Mormyrus bernhardi
  - Mormyrus caballus
    - Mormyrus caballus asinus
    - Mormyrus caballus bumbanus
    - Mormyrus caballus caballus
    - Mormyrus caballus lualabae

  - Mormyrus casalis
  - Mormyrus caschive
  - Mormyrus cyaneus
  - Mormyrus felixi
  - Mormyrus goheeni
  - Mormyrus hasselquistii
  - Mormyrus hildebrandti
  - Mormyrus iriodes
  - Mormyrus kannume
  - Mormyrus lacerda
  - Mormyrus longirostris
  - Mormyrus macrocephalus
  - Mormyrus macrophthalmus
  - Mormyrus niloticus
  - Mormyrus ovis
  - Mormyrus rume
    - Mormyrus rume proboscirostris
    - Mormyrus rume rume

  - Mormyrus subundulatus
  - Mormyrus tapirus
  - Mormyrus tenuirostris
  - Mormyrus thomasi
  - Myomyrus macrodon
  - Myomyrus macrops
  - Myomyrus pharao
- Genere Oxymormyrus
  - Oxymormyrus boulengeri
  - Oxymormyrus zanclirostris
- Genere Paramormyrops
  - Paramormyrops batesii
  - Paramormyrops curvifrons
  - Paramormyrops gabonensis
  - Paramormyrops hopkinsi
  - Paramormyrops jacksoni
  - Paramormyrops kingsleyae
  - Paramormyrops longicaudatus
  - Paramormyrops sphekodes
- Genere Petrocephalus
  - Petrocephalus ansorgii
  - Petrocephalus balayi
  - Petrocephalus bane
    - Petrocephalus bane bane
    - Petrocephalus bane comoensis

  - Petrocephalus binotatus
  - Petrocephalus bovei
    - Petrocephalus bovei bovei
    - Petrocephalus bovei guineensis

  - Petrocephalus catostoma
  - Petrocephalus christyi
  - Petrocephalus congicus
  - Petrocephalus cunganus
  - Petrocephalus degeni
  - Petrocephalus gliroides
  - Petrocephalus grandoculis
  - Petrocephalus haullevillii
  - Petrocephalus hutereaui
  - Petrocephalus keatingii
  - Petrocephalus levequei
  - Petrocephalus longianalis
  - Petrocephalus longicapitis
  - Petrocephalus magnitrunci
  - Petrocephalus magnoculis
  - Petrocephalus mbossou
  - Petrocephalus microphthalmus
  - Petrocephalus odzalaensis
  - Petrocephalus okavangensis
  - Petrocephalus pallidomaculatus
  - Petrocephalus pellegrini
  - Petrocephalus petersi
  - Petrocephalus pulsivertens
  - Petrocephalus sauvagii
  - Petrocephalus schoutedeni
  - Petrocephalus similis
  - Petrocephalus simus
  - Petrocephalus soudanensis
  - Petrocephalus squalostoma
  - Petrocephalus steindachneri
  - Petrocephalus stuhlmanni
  - Petrocephalus sullivani
  - Petrocephalus tanensis
  - Petrocephalus tenuicauda
  - Petrocephalus valentini
  - Petrocephalus wesselsi
  - Petrocephalus zakoni
- Genere Pollimyrus
  - Pollimyrus adspersus
  - Pollimyrus brevis
  - Pollimyrus castelnaui
  - Pollimyrus guttatus
  - Pollimyrus isidori
    - Pollimyrus isidori fasciaticeps
    - Pollimyrus isidori isidori
    - Pollimyrus isidori osborni

  - Pollimyrus maculipinnis
  - Pollimyrus marchei
  - Pollimyrus marianne
  - Pollimyrus nigricans
  - Pollimyrus nigripinnis
  - Pollimyrus pedunculatus
  - Pollimyrus petherici
  - Pollimyrus petricolus
  - Pollimyrus plagiostoma
  - Pollimyrus pulverulentus
  - Pollimyrus schreyeni
  - Pollimyrus stappersii
    - Pollimyrus stappersii kapangae
    - Pollimyrus stappersii stappersii

  - Pollimyrus tumifrons
- Genere Stomatorhinus
  - Stomatorhinus ater
  - Stomatorhinus corneti
  - Stomatorhinus fuliginosus
  - Stomatorhinus humilior
  - Stomatorhinus ivindoensis
  - Stomatorhinus kununguensis
  - Stomatorhinus microps
  - Stomatorhinus patrizii
  - Stomatorhinus polli
  - Stomatorhinus polylepis
  - Stomatorhinus puncticulatus
  - Stomatorhinus schoutedeni
  - Stomatorhinus walkeri